# Отоля
Отоля (пол. Otola) — село в Польщі, у гміні Жарновець Заверцянського повіту Сілезького воєводства.
Населення — 418 осіб (2011).

## Демографія
Демографічна структура станом на 31 березня 2011 року:
|          | Загалом | Допрацездатний вік | Працездатний вік | Постпрацездатний вік |
| -------- | ------- | ------------------ | ---------------- | -------------------- |
| Чоловіки | 204     | 42                 | 136              | 26                   |
| Жінки    | 214     | 49                 | 118              | 47                   |
| Разом    | 418     | 91                 | 254              | 73                   |